# 4066 Хапавеси
4066 Хапавеси (4066 Haapavesi) је астероид главног астероидног појаса чија средња удаљеност од Сунца износи 2,242 астрономских јединица (АЈ).
Апсолутна магнитуда астероида је 13,3.